# Роб Холдинг
Роберт Самјуел Холдинг (енгл. Robert Samuel Holding; 20. септембар 1995) професионални је енглески фудбалер који игра на позицији центархалфа. Тренутно наступа за Кристал палас.

## Каријера

### Болтон
Прве фудбалске кораке начинио је у родном граду, а касније је прешао у млађе селекције Болтона. Придружио се Берију на позајмици 26. марта 2015. године. Свој једини меч за Бери одиграо је против Кембриџ јунајтеда. По повратку у Болтон је потписао професионални уговор са клубом.
За Болтон је дебитовао 11. августа 2016. против Бертон албиона. Свој први гол за клуб постигао је 23. јануара 2016. у победи од 3:1 против Милтон Кинс донса.

### Арсенал
Холдинг је потписао уговор са лондонским Арсеналом 22. јула 2016. Дебитовао је 14. августа против Ливерпула. Свој први гол за Арсенал постигао је против БАТЕ Борисова 28. септембра 2017. у Лиги Европе. Дана 1. маја 2018. је продужио уговор са клубом. Дана 5. децембра 2018. доживео је тешку повреду колена на мечу против Манчестер јунајтеда због које је паузирао девет месеци.

## Статистика каријере
Ажурирано 9. априла 2023.
| Клуб              | Сезона            | Лига              | Лига    | Лига   | Куп     | Куп    | Лига куп | Лига куп | Европа  | Европа | Остало  | Остало | Укупно  | Укупно |
| Клуб              | Сезона            | Дивизија          | Наступи | Голови | Наступи | Голови | Наступи  | Голови   | Наступи | Голови | Наступи | Голови | Наступи | Голови |
| ----------------- | ----------------- | ----------------- | ------- | ------ | ------- | ------ | -------- | -------- | ------- | ------ | ------- | ------ | ------- | ------ |
| Болтон вондерерси | 2014/15.          | Чемпионшип        | 0       | 0      | 0       | 0      | 0        | 0        | —       | —      | —       | —      | 0       | 0      |
| Болтон вондерерси | 2015/16.          | Чемпионшип        | 26      | 1      | 3       | 0      | 1        | 0        | —       | —      | —       | —      | 30      | 1      |
| Болтон вондерерси | Укупно            | Укупно            | 26      | 1      | 3       | 0      | 1        | 0        | —       | —      | —       | —      | 30      | 1      |
| Бери (позајмица)  | 2014/15.          | Друга лига        | 1       | 0      | —       | —      | —        | —        | —       | —      | —       | —      | 1       | 0      |
| Арсенал           | 2016/17.          | Премијер лига     | 9       | 0      | 5       | 0      | 3        | 0        | 1       | 0      | —       | —      | 18      | 0      |
| Арсенал           | 2017/18.          | Премијер лига     | 12      | 0      | 1       | 0      | 4        | 0        | 8       | 1      | 1       | 0      | 26      | 1      |
| Арсенал           | 2018/19.          | Премијер лига     | 10      | 0      | 0       | 0      | 1        | 0        | 5       | 0      | —       | —      | 16      | 0      |
| Арсенал           | 2019/20.          | Премијер лига     | 8       | 0      | 5       | 0      | 2        | 1        | 3       | 0      | —       | —      | 18      | 1      |
| Арсенал           | 2020/21.          | Премијер лига     | 30      | 0      | 1       | 0      | 2        | 0        | 5       | 0      | 1       | 0      | 39      | 0      |
| Арсенал           | 2021/22.          | Премијер лига     | 15      | 1      | 1       | 0      | 5        | 0        | —       | —      | —       | —      | 21      | 1      |
| Арсенал           | 2022/23.          | Премијер лига     | 11      | 0      | 2       | 0      | 1        | 0        | 7       | 1      | —       | —      | 20      | 1      |
| Арсенал           | Укупно            | Укупно            | 94      | 1      | 15      | 0      | 18       | 1        | 29      | 2      | 2       | 0      | 158     | 4      |
| Укупно у каријери | Укупно у каријери | Укупно у каријери | 120     | 2      | 18      | 0      | 19       | 1        | 29      | 2      | 2       | 0      | 188     | 5      |

1. ↑  Наступ у УЕФА Лиги шампиона
2. 1 2 3 4 5  Наступи у УЕФА Лиги Европе
3. 1 2  Наступ у ФА Комјунити шилду

## Трофеји
Арсенал
- ФА куп: 2016/17, 2019/20.
- ФА Комјунити шилд: 2017, 2020, 2023.

Индивидуални
- Играч сезоне ФК Болтон: 2015/16.[22]